# خط عرض 27° شمال
خط عرض 27° شمال هي إحدى دوائر العرض الجغرافية، وهي دوائر وهمية تحيط بالكرة الأرضية، وموازية لخط الاستواء، وتتميز هذه الدائرة بأن الأراضي الواقعة عليها تنتمي للمنطقة المدارية الحارة.

## حول العالم
يبدأ من خط الزوال الأولي ويتجه شرقا، خط عرض 27° شمال يمر عبر:
| الإحداثيات                           | البلد أو الإقليم أو البحر | ملاحظات                                                                                                  |
| ------------------------------------ | ------------------------- | --- |
| 27°0′N 0°0′E / 27.000°N 0.000°E      | الجزائر                   | |
| 27°0′N 9°50′E / 27.000°N 9.833°E     | ليبيا                     | |
| 27°0′N 25°0′E / 27.000°N 25.000°E    | مصر                       | |
| 27°0′N 33°54′E / 27.000°N 33.900°E   | البحر الأحمر              | |
| 27°0′N 35°55′E / 27.000°N 35.917°E   | السعودية                  | |
| 27°0′N 49°40′E / 27.000°N 49.667°E   | الخليج العربي             | مرورا بشمال جزيرة لافان, إيران                                                                           |
| 27°0′N 53°21′E / 27.000°N 53.350°E   | إيران                     | |
| 27°0′N 55°48′E / 27.000°N 55.800°E   | الخليج العربي             | مرورا بشمال قشم (جزيرة) island, إيران · مرورا بجنوب جزيرة هرمز, إيران                                    |
| 27°0′N 56°54′E / 27.000°N 56.900°E   | إيران                     | |
| 27°0′N 63°15′E / 27.000°N 63.250°E   | باكستان                   | بلوشستان (باكستان) السند (إقليم)                                                                         |
| 27°0′N 69°31′E / 27.000°N 69.517°E   | الهند                     | راجستان أتر برديش بهار (الهند)                                                                           |
| 27°0′N 84°51′E / 27.000°N 84.850°E   | نيبال                     | |
| 27°0′N 88°6′E / 27.000°N 88.100°E    | الهند                     | بنغال الغربية                                                                                            |
| 27°0′N 88°52′E / 27.000°N 88.867°E   | بوتان                     | |
| 27°0′N 92°5′E / 27.000°N 92.083°E    | الهند                     | أروناجل برديش - تملكه جمهورية الصين الشعبية · آسام · Arunachal Pradesh                                   |
| 27°0′N 95°48′E / 27.000°N 95.800°E   | ميانمار (Burma)           | |
| 27°0′N 98°44′E / 27.000°N 98.733°E   | جمهورية الصين الشعبية     | يونان (الصين) سيتشوان Yunnan قويتشو خونان (لحوالي 4 km) Guizhou Hunan جيانغشي فوجيان                     |
| 27°0′N 120°16′E / 27.000°N 120.267°E | بحر الصين الشرقي          | |
| 27°0′N 127°56′E / 27.000°N 127.933°E | اليابان                   | إيهيا island                                                                                             |
| 27°0′N 127°56′E / 27.000°N 127.933°E | المحيط الهادئ             | مرورا بشمال جزيرة أوكيناوا, اليابان · مرورا بجنوب Yoronjima, اليابان · مرورا بجنوب تشي تشي جيما, اليابان |
| 27°0′N 114°2′W / 27.000°N 114.033°W  | المكسيك                   | شبه جزيرة باخا كاليفورنيا                                                                                |
| 27°0′N 112°1′W / 27.000°N 112.017°W  | خليج كاليفورنيا           | |
| 27°0′N 109°57′W / 27.000°N 109.950°W | المكسيك                   | مرورا بجنوب نافويوا [الإنجليزية], ولاية سونورا                                                           |
| 27°0′N 99°24′W / 27.000°N 99.400°W   | الولايات المتحدة          | تكساس - mainland و جزيرة بادري                                                                           |
| 27°0′N 97°23′W / 27.000°N 97.383°W   | خليج المكسيك              | |
| 27°0′N 82°25′W / 27.000°N 82.417°W   | الولايات المتحدة          | فلوريدا                                                                                                  |
| 27°0′N 80°5′W / 27.000°N 80.083°W    | المحيط الأطلسي            | |
| 27°0′N 78°13′W / 27.000°N 78.217°W   | جزر البهاما               | Great Sale Cay                                                                                           |
| 27°0′N 78°12′W / 27.000°N 78.200°W   | المحيط الأطلسي            | Passing between the Fish Cays و the Pensacola Cays, جزر البهاما                                          |
| 27°0′N 13°27′W / 27.000°N 13.450°W   | الصحراء الغربية           | تملكه المغرب                                                                                             |
| 27°0′N 8°40′W / 27.000°N 8.667°W     | موريتانيا                 | |
| 27°0′N 8°9′W / 27.000°N 8.150°W      | الجزائر                   | |